# Gerard Moreno
Gerard Moreno Balagueró (Santa Perpètua de Mogoda, 7. travnja 1992.) španjolski je nogometaš koji igra na poziciji napadača. Trenutačno igra za Villarreal.

## Klupska karijera
Godine 2010. postao je član Villarrealove akademije. Kao junior debitirao je 5. ožujka 2011. za rezervnu momčad u porazu od Rayo Vallecana (1:2). Svoj prvi gol kao profesionalac postigao je u utakmici Segunda Divisióna u kojoj je s rezervnom momčadi porazio Xerez 3:1.
Za prvu momčad debitirao je 12. veljače 2012. u utakmici u kojoj je njegov klub izgubio 0:1 od Elchea. Svoj prvi gol za prvu momčad postigao je 25. siječnja protiv Sabadella (3:0). Dana 8. srpnja 2013. posuđen je drugoligašu Mallorci do kraja sezone. U La Ligi debitirao je u dresu Villarreala 14. rujna 2014. u utakmici bez golova odigrane protiv Granade. Svoj prvi gol u tom natjecanju postigao je deset dana kasnije protiv Eibara (1:1).
Dana 13. kolovoza 2015. Moreno je potpisao petogodišnji ugovor s Espanyolom koji je kupio 50 % njegovih prava za 1,5 milijuna eura. 
Ponovno je postao igrač Villarreala 12. lipnja 2018. kada je Villarreal kupio 50 % njegovih prava od Espanyola za 20 milijuna eura. U sezoni 2019./20. zabio je 18 ligaških golova te je osvojio Trofej Zarra. Iduće je sezone postigao 23 ligaških golova te mu ponovno dodijeljeno to priznanje. Te je sezone s klubom osvojio UEFA Europsku ligu u kojoj je postigao 7 golova te je s još četiri igrača bio najbolji strijelac tog natjecanja. Od tih sedam golova zabio je po jedan u oba dvije utakmice četvrtfinala protiv Dinamo Zagreba.

## Reprezentativna karijera
Nikada nije igrao za omladinske selekcije Španjolske. Za A selekciju Španjolske debitirao je 15. listopada 2019. protiv Švedske (1:1). Svoj prvi gol za reprezentaciju postigao je točno mjesec dana kasnije protiv Malte (7:0).

## Priznanja

### Individualna
- Trofej Zarra: 2019./20.,[20] 2020./21.[12]
- Najbolji strijelac UEFA Europske lige: 2020./21. (7 golova, s 4 igrača)[21]
- Član momčadi sezone UEFA Europske lige: 2020./21.[22]

### Klupska
Villarreal
- UEFA Europska liga: 2020./21.[14]

## Vanjske poveznice
- Profil, BDFutbol (engl.)
- Gerard Moreno, Futbolme
- Gerard Moreno, National-Football-Teams.com‎ (engl.)